# Feed Me with Your Kiss
Feed Me With Your Kiss è l'ottavo EP del gruppo musicale irlandese My Bloody Valentine, pubblicato nel 1990. Il brano Feed Me With Your Kiss, è presente anche nell'album del 1988, Isn't Anything.

## Tracce
Tutti i brani sono di Kevin Shields.
1. Feed Me With Your Kiss - 3:56
2. I Believe - 3:01
3. Emptiness Inside - 2:50
4. I Need No Trust - 3:32

## Musicisti
- Kevin Shields - Chitarra, Voce
- Bilinda Butcher - Chitarra, Voce
- Colm Ó Cíosóig - Batteria
- Debbie Googe - Basso